# 山地ユナイテッド
山地ユナイテッド株式会社（やまちユナイテッド）は北海道札幌市に本社を置き、企業インキュベーション事業・不動産管理業を行う日本の企業。事業持株会社。

## 概要
住宅、リフォーム、インテリア、飲食事業などの事業を行う株式会社ジョンソンホームズ。建材商社、ライフサポート事業、イベント事業などを行う株式会社ヤマチコーポレーション。家具やソファの製造・販売事業を行う株式会社ヤマチ工芸社、株式会社沼田椅子製作所。グループ経営支援や経営コンサルなどの事業を行う株式会社ヤマチマネジメントなど、複数社、複数事業を展開している企業グループ、ヤマチユナイテッドの統括会社である。

## グループ会社及び主な事業
- 株式会社ヤマチコーポレーション‐住宅建材および輸入建材事業・プロダクト事業・ライフサポート事業・イベント事
- 株式会社ジョンソンホームズ‐住宅事業・リフォーム&エクステリア事業・インテリアショップ事業・カフェ事業・教育事業
- 株式会社ヤマチマネジメント‐グループ経営管理事業・経営支援事業・ブランドコンサルティング連邦・多角化経営支援サイト「100VISION経営」の運営
- 株式会社アンカー - イベント事業・レンタル事業
- 株式会社沼田椅子製作所 - ソファ製造販売事業・オリジナルソファ「ブロッコ（blocco）」直営販売および通信販売事業
- 株式会社ヤマチ工芸社 - 応接椅子（ソファ）の製造・販売、特注家具の製造・販売・施工、一般家庭用
- 株式会社FM NORTH WAVE - FMラジオ放送局[1]

## 沿革
- 1958年（昭和33年）- 建材卸売部門を独立し、山地商事株式会社（現・山地ユナイテッド）を設立
- 1982年（昭和57年）- イベントレンタル事業を手がける、株式会社レントサービス山地（現・アンカー）を設立
- 1987年（昭和62年）- 輸入住宅建築販売事業の株式会社ジョンソンホームズを設立
- 1996年（平成8年）- ハウジング山地（旧・山地商事）が山地ユナイテッド株式会社に社名変更し、グループ統括持株会社（ホールディングカンパニー）となる。建材商社事業は新たに設立したハウジング山地（現・ヤマチコーポレーション）へ譲渡し、継続
- 2003年（平成15年）- 株式会社ヤマチ工芸社を設立
- 2014年（平成26年）- 株式会社沼田椅子製作所、グループ加入。オーダーソファ、ブロッコ「blocco」の製造販売事業スタート。ヤマチマネジメント、経営支援事業を開始「連邦・多角化経営実践塾」スタート
- 2018年（平成30年）- ヤマチユナイテッド創業60周年を迎える。
- 2024年（令和6年）- 株式会社FM NORTH WAVEの株式を、株式会社北の達人コーポレーションから取得し子会社化[1]。

## 受賞歴
- 1994年 - 日経新聞に掲載の広告により、ハウジング山地が日本経済新聞社「広告賞」優秀賞受賞
- 1996年 - ハウジング山地、北海道通商産業局より輸入貢献企業表彰
- 2015年 - 一般財団法人船井財団主催「グレートカンパニーアワード2015」において、経営する株式会社ジョンソンホームズがグレートカンパニー大賞を受賞